# Humberto Roque Villanueva
Humberto Roque Villanueva (Torreón, 16 november 1943) is een Mexicaans politicus van de Institutioneel Revolutionaire Partij (PRI).
Roque is afkomstig uit de staat Coahuila. Hij studeerde economie aan de Nationale Autonome Universiteit van Mexico (UNAM) en sloot zich aan bij de PRI, destijds de enige politieke partij van betekenis in Mexico. Van 1988 tot 1991 en van 1994 tot 1997 had hij namens de PRI zitting in de Kamer van Afgevaardigden, in die tweede periode was hij fractievoorzitter. Van 1996 tot 1997 was hij voorzitter van de PRI.
Roque was een van de kandidaten binnen de PRI voor het presidentschap voor de verkiezingen van 2000, de eerste voorverkiezingen die die partij organiseerde. Roque werd vierde in de uitslag, achter Francisco Labastida, Roberto Madrazo en Manuel Bartlett.
Van 2000 tot 2006 had hij zitting in de Kamer van Senatoren.